# Brachyistius frenatus
Brachyistius frenatus är en fiskart som beskrevs av Gill 1862. Brachyistius frenatus ingår i släktet Brachyistius och familjen Embiotocidae. Inga underarter finns listade.